# Григг (лунный кратер)
Кратер Григг (лат. Grigg) — крупный ударный кратер в экваториальной части обратной стороны Луны. Название присвоено в честь новозеландского астронома Джона Григга (1838—1920) и утверждено Международным астрономическим союзом в 1970 г. Образование кратера относится к раннеимбрийскому периоду.

## Описание кратера
Ближайшими соседями кратера являются кратер Пойнтинг на северо-западе, кратер Ферсман на северо-востоке, кратер Вейль на востоке-северо-востоке, кратер Майкельсон на юго-востоке, кратер Герцшпрунг на юге и кратер Го Шоу-Дзин на юго-западе. Селенографические координаты центра кратера — 12°30′ с. ш. 130°08′ з. д. / 12,5° с. ш. 130,13° з. д., диаметр — 36,7 км, глубина — 2,1 км.
Кратер имеет полигональную форму, восточную часть вала перекрывает небольшой кратер. Высота вала над окружающей местностью составляет 990 м, объем кратера составляет приблизительно 940 км³. В северо-западной части чаши расположен приметный небольшой кратер.

## Сателлитные кратеры
| Григг | Координаты                                              | Диаметр, км |
| ----- | ------------------------------------------------------- | ----------- |
| E     | 13°31′ с. ш. 125°41′ з. д. / 13,51° с. ш. 125,68° з. д. | 10,4        |
| P     | 10°31′ с. ш. 131°35′ з. д. / 10,52° с. ш. 131,59° з. д. | 30,0        |